# تل گپ
تل گپ مربوط به دوران‌های تاریخی پس از اسلام است و در شهرستان بویراحمد، روستای تل کوچک واقع شده و این اثر در تاریخ ۷ مهر ۱۳۸۱ با شمارهٔ ثبت ۶۲۸۳ به‌عنوان یکی از آثار ملی ایران به ثبت رسیده است.